# Asienmeisterschaften im Fechten 2018
Die Asienmeisterschaften im Fechten 2018 fanden vom 17. bis 22. Juni 2018 in der thailändischen Hauptstadt Bangkok statt. 
Es wurden nach Geschlechtern getrennt Einzel- und Mannschaftswettbewerbe in den drei Disziplinen des Fechtsports Florett, Degen und Säbel ausgetragen. Der dritte Platz wurde im Einzel im Gegensatz zur Mannschaftskonkurrenz nicht ausgefochten, sodass beide Halbfinalisten eine Bronzemedaille gewannen. Insgesamt wurden also 12 Gold-, 12 Silber- und 18 Bronzemedaillen vergeben.

## Herren

### Floretteinzel
| Platz | Sportler       | Land |
| ----- | -------------- | ---- |
| 1     | Cheung Siu Lun | HKG  |
| 2     | Heo Jun        | KOR  |
| 3     | Huang Mengkai  | CHN  |
| 3     | Ha Tae-gyu     | KOR  |

### Florettmannschaft
| Platz | Land     | Sportler                                                        |
| ----- | -------- | --------------------------------------------------------------- |
| 1     | Südkorea | Ha Tae-gyu Heo Jun Lee Kwang-hyun Son Young-ki                  |
| 2     | Hongkong | Cheung Ka Long Cheung Siu Lun Ryan Choi Nicholas Choi           |
| 3     | Japan    | Kyōsuke Matsuyama Toshiya Saitō Takahiro Shikine Kenta Suzumura |

### Degeneinzel
| Platz | Sportler        | Land |
| ----- | --------------- | ---- |
| 1     | Jung Jin-sun    | KOR  |
| 2     | Dmitri Alexanin | KAZ  |
| 3     | Kōki Kanō       | JPN  |
| 3     | Hoi Sun         | HKG  |

### Degenmannschaft
| Platz | Land                | Sportler                                                            |
| ----- | ------------------- | ------------------------------------------------------------------- |
| 1     | Volksrepublik China | Dong Chao Lan Minghao Shi Gaofeng Xue Yangdong                      |
| 2     | Kasachstan          | Dmitri Alexanin Elmir Alimschanow Ruslan Kurbanow Vadim Sharlaimov  |
| 3     | Usbekistan          | Roman Aleksandrov Fayzulla Alimov Javokhirbek Nurmatov Oleg Sokolov |

### Säbeleinzel
| Platz | Sportler      | Land |
| ----- | ------------- | ---- |
| 1     | Gu Bon-gil    | KOR  |
| 2     | Kim Jung-hwan | KOR  |
| 3     | Kim Jun-ho    | KOR  |
| 3     | Ali Pakdaman  | IRN  |

### Säbelmannschaft
| Platz | Land                | Sportler                                                       |
| ----- | ------------------- | -------------------------------------------------------------- |
| 1     | Volksrepublik China | Lu Yang Wang Shi Xu Yingming Yan Yinghui                       |
| 2     | Iran                | Mojtaba Abedini Mohammad Fotouhi Ali Pakdaman Mohammad Rahbari |
| 3     | Südkorea            | Gu Bon-gil Kim Jung-hwan Kim Jun-ho Oh Sang-uk                 |

## Damen

### Floretteinzel
| Platz | Sportler       | Land |
| ----- | -------------- | ---- |
| 1     | Komaki Kikuchi | JPN  |
| 2     | Jeon Hee-sook  | KOR  |
| 3     | Nam Hyun-hee   | KOR  |
| 3     | Fu Yiting      | CHN  |

### Florettmannschaft
| Platz | Land                | Sportler                                                |
| ----- | ------------------- | ------------------------------------------------------- |
| 1     | Südkorea            | Hong Hyo-jin Hong Seo-in Jeon Hee-sook Nam Hyun-hee     |
| 2     | Japan               | Sera Azuma Komaki Kikuchi Karin Miyawaki Shiho Nishioka |
| 3     | Volksrepublik China | Chen Qingyuan Fu Yiting Huo Xingxin Shi Yue             |

### Degeneinzel
| Platz | Sportler      | Land |
| ----- | ------------- | ---- |
| 1     | Vivian Kong   | HKG  |
| 2     | Kang Young-mi | KOR  |
| 3     | Lee Hye-in    | KOR  |
| 3     | Kaylin Hsieh  | HKG  |

### Degenmannschaft
| Platz | Land                | Sportler                                          |
| ----- | ------------------- | ------------------------------------------------- |
| 1     | Volksrepublik China | Hou Guangjuan Lin Sheng Sun Yiwe Zhu Mingye       |
| 2     | Hongkong            | Chu Ka Mong Kaylin Hsieh Vivian Kong Coco Lin     |
| 3     | Südkorea            | Choi In-jeong Kang Young-mi Lee Hye-in Shin A-lam |

### Säbeleinzel
| Platz | Sportler      | Land |
| ----- | ------------- | ---- |
| 1     | Kim Ji-yeon   | KOR  |
| 2     | Qian Jiarui   | CHN  |
| 3     | Choi Soo-yeon | KOR  |
| 3     | Lam Hin Wai   | HKG  |

### Säbelmannschaft
| Platz | Land                | Sportler                                                                   |
| ----- | ------------------- | -------------------------------------------------------------------------- |
| 1     | Volksrepublik China | Jia Xiaoye Qian Jiarui Shao Yaqi Yang Hengyu                               |
| 2     | Südkorea            | Choi Soo-yeon Hwang Seon-a Kim Ji-yeon                                     |
| 3     | Kasachstan          | Aibike Khabibullina Tamara Potschekutowa Tatjana Prichodko Aigerim Sarybay |

## Medaillenspiegel
| Platz | Land                | Gold | Silber | Bronze | Gesamt |
| ----- | ------------------- | ---- | ------ | ------ | ------ |
| 01    | Südkorea            | 5    | 5      | 7      | 17     |
| 02    | Volksrepublik China | 4    | 1      | 3      | 8      |
| 03    | Hongkong            | 2    | 2      | 3      | 7      |
| 04    | Japan               | 1    | 1      | 2      | 4      |
| 05    | Kasachstan          | —    | 2      | 1      | 3      |
| 06    | Iran                | —    | 1      | 1      | 2      |
| 07    | Usbekistan          | —    | —      | 1      | 1      |